# Zastawie (Kaszów)
Zastawie – część wsi Kaszów w Polsce, położona w województwie małopolskim, w powiecie krakowskim, w gminie Liszki.
W latach 1975–1998 Zastawie administracyjnie należało do województwa krakowskiego.